# Adnan Hussain
Adnan Hussain (sinh ngày 6 tháng 12 năm 1985) là một cầu thủ bóng đá người Các Tiểu vương quốc Ả Rập Thống nhất thi đấu ở vị trí tiền vệ cho Hatta.